# Danny Blum
Danny Blum (Frankenthal, 7 januari 1991) is een Duits voetballer die doorgaans als vleugelspeler speelt. Hij tekende in 2023 bij FC Nürnberg, dat hem transfervrij overnam van APOEL Nicosia.

## Clubcarrière
Blum begon zijn profcarrière bij SV Sandhausen, dat hem gedurende het seizoen 2012/13 uitleende aan Karlsruher SC. In 2014 trok hij transfervrij naar FC Nürnberg. Na zeven doelpunten in 41 competitieduels in de 2. Bundesliga tekende hij in 2016 bij Eintracht Frankfurt. Op 10 september 2016 debuteerde Blum in de Bundesliga, tegen SV Darmstadt 98.

## Erelijst
| DFB-Pokal | 1x | 2017/18 |

1 Reichert ·
2 Villadsen ·
3 Soares ·
4 Gruber ·
5 Drexler ·
6 Flick ·
9 Tzimas ·
10 Justvan ·
14 Goller ·
17 Castrop ·
18 Lubach ·
20 Jander ·
21 Yılmaz ·
22 Valentini  ·
23 Serra ·
26 Mathenia ·
28 Antiste ·
30 Emreli ·
31 Knoche ·
32 Janisch ·
33 Seidel ·
34 Forkel ·
35 Joachims ·
36 Schleimer ·
37 Kukučka ·
38 Osawe ·
39 Ortegel ·
44 Karafiát ·
Coach: Klose